# Gabrielstorp
Gabrielstorp is een plaats in de gemeente Nynäshamn in het landschap Södermanland en de provincie Stockholms län in Zweden. De plaats heeft 60 inwoners (2005) en een oppervlakte van 22 hectare.